# Jalpa de los Baños
Jalpa de los Baños är en ort i Mexiko, tillhörande kommunen Ixtlahuaca i den västra delen av delstaten Mexiko. Orten hade 2 786 invånare vid folkräkningen 2010.